# Tetraneura chinensis
Tetraneura chinensis är en insektsart. Tetraneura chinensis ingår i släktet Tetraneura och familjen långrörsbladlöss. Inga underarter finns listade i Catalogue of Life.